# Vesela jesen 1984
XVIII. Vesela jesen je potekala 15. septembra 1984 v dvorani Tabor v organizaciji DGD Harmonija. Prireditev sta vodila Metka Šišernik - Volčič in Vinko Šimek. Orkestru je dirigiral Edvard Holnthaner, nastopajoče pa je spremljala vokalna skupina Strune. 

## Tekmovalne skladbe
Strokovna izborna komisija v sestavi Teo Korban, France Forstnerič, Edvard Holnthaner, Urška Čop in Bogo Skalicky je izmed 61, prispelih na natečaj, izbrala 16 tekmovalnih skladb.
| #   | Naslov pesmi               | Izvajalec                         | Avtor besedila  | Avtor glasbe   | Avtor aranžmaja   | Nagrade                                                                                        |
| --- | -------------------------- | --------------------------------- | --------------- | -------------- | ----------------- | ---------------------------------------------------------------------------------------------- |
| 1.  | Štajerski pjebi            | Renata Brumec                     | Renata Brumec   | Renata Brumec  | Silvo Štingl      |                                                                                                |
| 2.  | Fršolnga                   | Duo Kora                          | Milan Kamnik    | Milan Kamnik   | Duo Kora          |                                                                                                |
| 3.  | Na totem našem bregi       | Helena Kristl & Danilo Balog      | Miroslav Slana  | Jože Kreže     | Bojan Adamič      |                                                                                                |
| 4.  | Na Lentu                   | Ivo Mojzer                        | Miroslav Slana  | Tadej Hrušovar | Jože Privšek      |                                                                                                |
| 5.  | Damuh grem                 | Branka Kraner                     | Ivanka Bogolin  | Andrej Grabar  | Jani Golob        | 1. nagrada za besedilo                                                                         |
| 6.  | Podoknica                  | Rudi Miložič & Grazia de Mallerio | Ernest Kočivnik | Boris Rošker   | Boris Rošker      |                                                                                                |
| 7.  | Jan'z je pr'šou s harmonko | Tatjana Dremelj                   | Miroslav Slana  | Jože Mali      | Edvard Holnthaner |                                                                                                |
| 8.  | Anzej                      | Edvin Fliser                      | Anita Hudl      | Rajko Stropnik | Edvard Holnthaner | nagrada za aranžma, 2. nagrada za besedilo                                                     |
| 9.  | Rükanca                    | Meri Avsenak & Trim               | Miroslav Slana  | Marjan Golob   | Bojan Adamič      | 1. nagrada strokovne žirije                                                                    |
| 10. | Pa kir fakin               | Oto Pestner, Neva Pipan & Vokali  | Igor Korošec    | Igor Korošec   | Oto Pestner       | 2. nagrada občinstva                                                                           |
| 11. | Na Primorskem              | Laura Budal                       | Milan Krapež    | Milan Ferlež   | Milan Ferlež      |                                                                                                |
| 12. | Ja, ja                     | Karolina Fras & Vama              | Karolina Fras   | Mladen Putarek | Boris Herceg      |                                                                                                |
| 13. | Naš ata                    | Mladi upi                         | Andrej Čibej    | Oto Pestner    | Oto Pestner       | zlati klopotec, 1. nagrada občinstva, 3. nagrada za besedilo, nagrada za najboljšega debitanta |
| 14. | Baronova čuba              | Čudežna polja                     | Gorazd Elvič    | Berti Rodošek  | Boris Rošker      |                                                                                                |
| 15. | Mrtva Meri                 | Tomaž Domicelj                    | Tomaž Domicelj  | Tomaž Domicelj | Dečo Žgur         |                                                                                                |
| 16. | Špetir                     | Ivek Baranja & Edit Egberg        | Bojan Beber     | Bojan Beber    | Edvard Holnthaner |                                                                                                |